# Galeosoma pallidum
Espèce
Synonymes
- Galeosoma pilosum Hewitt, 1916

Galeosoma pallidum est une espèce d'araignées mygalomorphes de la famille des Idiopidae.

## Distribution
Cette espèce est endémique du Gauteng en Afrique du Sud,.

## Description
La femelle holotype mesure 21 mm.

## Liste des sous-espèces
Selon World Spider Catalog (version 14.0, 2013) :
- Galeosoma pallidum pallidum (Hewitt, 1915)
- Galeosoma pallidum pilosum (Hewitt, 1916)

## Publications originales
- Hewitt, 1915 : Descriptions of several new or rare species of Araneae from the Transvaal and neighbourhood. Annals of the Transvaal Museum, vol. 5, no 1, p. 89-100 (texte intégral).
- Hewitt, 1916 : Descriptions of new South African spiders. Annals of the Transvaal Museum, vol. 5, no 3, p. 180-213 (texte intégral).